# Cornebois
Cornebois är en bergstopp i Schweiz.   Den ligger i distriktet Monthey och kantonen Valais, i den sydvästra delen av landet, 100 km sydväst om huvudstaden Bern. Toppen på Cornebois är 2 204 meter över havet, eller 132 meter över den omgivande terrängen. Bredden vid basen är 0,79 km.
Terrängen runt Cornebois är bergig åt sydväst, men åt nordost är den kuperad. Närmaste större samhälle är Monthey, 12,5 km öster om Cornebois. 
Trakten runt Cornebois består i huvudsak av gräsmarker. Runt Cornebois är det ganska glesbefolkat, med 26 invånare per kvadratkilometer.